# Cerkev svete Marije, Osnabrück
Cerkev svete Marije (nemško St. Marien) je luteranska župnija in trška cerkev v Osnabrücku v Nemčiji. Je med najbolj umetniškimi in zgodovinsko pomembnimi stavbami v severno-nemškem mestu. Prejšnja romanska cerkev je bila omenjena v zapisih že leta 1177. Vendar se je zgodovina cerkvene gradnje začela še preden je bila pisno omenjena. Arheološke sledi kažejo na obstoj predhodne stavbe v 10. stoletju. Gradnja gotske dvoranske cerkve, ki obstaja danes, se je začela v 13. stoletju in je bila zaključena med letoma 1430 in 1440.
Cerkev svete Marije ima zapleteno arhitekturno zgodovino. Sčasoma so obsežne rekonstrukcije omogočile arheološka izkopavanja, ki so znatno prispevala k rekonstrukciji zgodovine stavbe. Tako so bile ugotovljene vsaj tri predhodne stavbe.
Kot najstarejša mestna cerkev Osnabrüka ima osrednjo lokacijo v mestu. Marienkirche je neposredno na trgu, poleg mestne tehtnice Stadtwaage in mestne hiše. Poleg stolnice, cerkve svete Katarine in svetega Janeza, je ena izmed štirih srednjeveških cerkva, ki stojijo v središču mesta Osnabrück.

## Zgodovina gradnje

### Izkopavanja
Pred obnovo Marienkirche, ki se je začela leta 1950, po hudi škodi, ki so jo povzročile zažigalne bombe med drugo svetovno vojno, [1] je potekala vrsta izkopov, ki so raziskovali arhitekturno zgodovino stavbe. Z modernizacijo ogrevalnih sistemov v stavbi leta 1958 ter notranjimi in zunanjimi obnovitvami od leta 1987 do leta 1992 pa so se pojavile dodatne možnosti za raziskovanje arhitekturne zgodovine.
Izkopavanja je izvedel zvezni kustos Spodnje Saške pod znanstvenim nadzorom takratnih kustosov dr. Roswithe Poppe in dr. ing. Hansa Roggenkampa. Raziskovalno delo je dobilo podporo občinskega urada za ohranjanje zgodovinskih spomenikov, Amt für Bau- und Kunstpflege evangeličanske cerkve v Osnabrücku in nazadnje od mojstra kiparja Wernerja Paetzkeja.
Obsežna izkopavanja so uspela ugotoviti obstoj vsaj treh predhodnih stavb.

### Od prejšnjih stavb do današnje Marienkirche
Najstarejša predhodna cerkev je bila dvoranska stavba, zgrajena na peščenem otoku podobnem robu v 10. stoletju. Velja za njen arhitekturni izvor. Ker je bil gradbeni projekt povezan z vzpostavitvijo trga, se domneva, da je bil prvotni namen stavbe, da bi bila to tržna cerkev za mesto Osnabrück. Enoladijska dolga zgradba, brez transepta, vendar s skoraj polkrožno apsido, je bila postavljena pred odprto, dvonadstropno verando na zahodu. Pomembna značilnost je robustna kamnita s streho pokrita dvorana širine 2,3 m, kar kaže, da deluje kot del utrjene cerkve. Oblika zemeljskega tlorisa skupaj z zelo nazaj potegnjenim prezbiterijem poudarja pozno karolinško ali zgodnjo saško zasnovo.
Druga predhodna stavba je bila zgrajena na temeljih prve cerkve v 11. stoletju. Ponovno je bila postavljena enoladijska dvorana s polkrožno apsido. Vendar pa je bil tokrat na zahodni strani cerkve zgrajen 14 metrov visok pravokoten stolp z obokanim zgornjim nadstropjem in kletjo. Materiali iz prejšnje cerkve so bili uporabljeni za izgradnjo stolpa.
Najnovejša tretja predhodna cerkev je bila zgrajena v 12. stoletju. Enoladijska pokrita dvorana je bila razširjena tako, da je vključevala dve ožji stranski ladji. Zgrajena je bila triladijska bazilika s tremi polkrožnimi oltarnimi apsidami in brez transeptov. Jedro sestavnih delov te stavbe, ki ostajajo do danes, so jedro zidanega zahodnega stolpa in zgradba stolpa.
V 13. in 14. stoletju je bila ta bazilika preoblikovana v gotsko cerkev. Na zahodni stolp so bila dodana še štiri nadstropja in pravokotni prezbiterij. Naknadna pretvorba pravokotnega kora v bazilikalnega okoli 1430-40 je pomenila začasni konec del.
Škoda, povzročena med drugo svetovno vojno, je bila poleg arheoloških izkopavanj hkrati popravljena; popravilo je bilo končano do leta 1950. Obnovitvena dela, ki jih je vodil lokalni arhitekt Max H. Berling, so prav tako pripeljala do sprememb v značilnostih cerkve in barve, večino tega kar je bilo popravljeno med obnovo leta 1901.

## Opis

### Tloris
Cerkev svete Marije je triladijska dvoranska cerkev brez transeptov. Glavna ladja je dolga tri obočne pole. Te so v glavni ladji rahlo pravokotne. Obe stranski ladji imajo štiri obočne pole, in so rahlo podolgovate oblike. Glavna ladja je ločena od stranskih z arkadami, ločenimi z velikimi sestavljenimi slopi. Razširitev stranskih ladij z enim obokom omogoča vključitev zahodnega stolpa v notranjo arhitekturo. Na vzhodni strani, blizu kvadratne dvorane je dodana skoraj poligonalen bazilikalen kor. V pritličju na severni strani je kvadratna zakristija, ki pokriva štiri oboke. Ima štiri loke, ki jih podpira en osrednji sestavljen slop. Gotsko dvorano so prekrite z rebrastimi oboki. Ladja je dolga 20,56 metrov, kar pomeni le majhno razliko dolžine glede na širino (približno 25,5 oziroma 24,5 metrov). To daje ladji skoraj kubično obliko. Glavna ladja je le nekoliko širša od stranskih. Rezultat tega je le šibek poudarek vzdolžne osi cerkve. Oboki stranskih ladij preprečujejo to rahlo vzdolžno poravnavo, tako da odprejo svoje povezave do glavne ladje, s čimer poudarjata bočno poravnavo. To daje vtis o neusmerjenem prostoru. Cerkev je torej zelo posebna po celotnem videzu svoje ladje.

### Zunanjost
Zahodni stolp postavno stoji nad streho cerkve, ki predstavlja staro trško cerkev. Zasnova severne in južne strani je simetrična. Štirje portali omogočajo vstop, po dva na severni in južni strani. Za trg je značilna vidna stran cerkve, s štirimi zatrepi, ki so okronani s stolpiči s krogovičjem in ozkim dvignjenim lancetnim oknom. Figure iz peščenjaka so nameščene na vrhu zatrepov. Oporniki - tipični elementi gotske arhitekture - pomagajo razkriti vidno stran cerkve v štiri navpične cone. Oporniki se iztečejo v fiale z bruhalniki med štirimi zatrepi. Na tej strani sta dva portala, enostranski in Brautportal (nevestin portal), glavni vhod v Marienkirche. Oporniki (skupaj z zunanjimi oporniki) in balustrado si značilnost kora. Zunanjost kora temelji na bisekciji, ki izhaja iz ambulatorija in svetlobnega nadstropja.
Opornik Marienkirche v Osnabrücku je dobil zelo živahno obliko fial in neogotskih balustrad. Ta dinamična slika je v nasprotju s treznimi oblikami bližnje stolnice svetega Petra in bolj strogimi sosednjimi trškimi hišami.

### Brautportal
Brautportal (nevestin portal) je na južni strani cerkve. Razkošna dekoracija in visok zatrep označujeta status kot glavni vhod v Marienkirche. Figure okoli njegovega okvira predstavljajo pametne in neumne device. Na levi strani so podobe petih pametnih devic, ki jih vodi "Ecclesia", na desni so štiri neumne device, ki jih vodi "Sinagoga". Vodji skupin, ki stojita na stebrih, predstavljata novo in staro zavezo. Svetopisemske alegorije pametnih in neumnih devic pogosto najdemo na svetih zgradbah v Nemčiji. Na loku Brautportala – timpanona je prikazano Marijino kronanje. Okras iz krogovičja na zatrepu in prevotljene balustrade zaokrožujejo to delo. Marijino kronanje, skupaj z alegorijo pametnih in neumnih devic, so replike iz druge polovice 19. stoletja. Izvirniki iz zgodnjega 14. stoletja so v Osnabrückškem muzeju Kulturgehichtlichen (Muzej zgodovine kulture).

### Notranjost
Notranjost Marijine cerkve je dostopna preko štirih portalov. Gotska dvorana ima kompaktni, neusmerjen videz. Ta dosledni prostorski vtis povzročijo zavajajoče diagonalne perspektive. Pomanjkanje transepta okrepi občutek bližine, pa tudi učinek enotnosti. Rebrasti oboki vseh treh ladij - vse enake višine - podpirajo trdni sestavljeni slopi. Vrhovi obokov so 21 metrov visoki. Visoki sestavljeni oboki so podobni tisti v stolnicah v Mindenu in Paderbornu. Naturalistični okraski kapitelov so podobni foliiranim kapitelom v Elisabethkirche v Marburgu in stolnici v Mindenu.
V notranjosti cerkve je značilen tripartitni del. Skupaj z nizko ležečim ambulatorijem območje sledi majhni galeriji triforijev. Svetlobno nadstropje z okni s krogovičjem je na koncu. Kontrast med visokim svetlobnim nadstropjem in nizko ležečim ambulatorijem daje prostorskemu urejanju in usmerjanju vida posebno dinamiko. Hkrati nizke odprtine v ambulatoriju poudarijo majhnost dvorane. Korov obok je okrašen z grebenom škofa Ericha von Hoya in drugimi heraldičnimi paneli. Nadaljevanje širjenja ladje v kor skupaj s svetlobnim nadstropjem nad loki - ločeno le z ozkim triforijem - daje vtis prostorne in svetle dvorane.

## Oprema
V cerkvi je več pomembnih dekorativnih značilnosti različnih delavnic in zgodovinskih obdobij: barvita Marija na južni strani ambulatorija je iz začetka 16. stoletja, epitafi z značilnimi pričevanji in lokalno izdelanimi renesančnimi in baročnimi skulpturami iz 16. in 18. stoletja, krilni oltar iz Antwerpna, ki je že iz začetka 16. stoletja, triumfalni križ iz poznega 13. stoletja in krstilnik iz 16. stoletja.

### Triumfalni križ
Triumfalni križ iz poznega 13. stoletja je ena najstarejših dekorativnih značilnosti v cerkvi. Visi iz oboka kora. Predstavlja Kristusovo telo s krono s trni v gotskem slogu Dreinageltypus, ki je prikazan tudi z žebljem skozi noge, da bi povečal občutek trpljenja. Njegova kolena so rahlo napeta, roke so raztegnjene skoraj vodoravno. Marija in Janez - sekundarni figuri, ki sta navadno nameščeni desno in levo od križa - sta samo prikazani kot kamniti konzoli na stebrih.

### Krilni oltar
Glavni oltar je bil izdelan v Antwerpnu leta 1520 in je sestavljen iz oltarnega nastavka s poslikanimi krili. Na skupno 12 poslikanih ploščah na sprednji in hrbtni strani retabla, gledalcu predstavi zgodbo o Kristusu do njegovega vstajenja in prihod Svetega Duha na binkošti. Rezbarjen osrednji del glavnega oltarja prikazuje Oznanjenje, Obiskovanje, Rojstvo, Čaščenje, Obrezovanje in Predstavitev v templju v šestih majhnih nišah. V treh večjih nišah je predstavljen Jezusov pasijon: nosi križ, križanje in snemanje s križa. Te vrste oltarjev iz Antwerpna so bili zelo razširjeni po severni Nemčiji v poznem 16. stoletju. Predela glavnega oltarnega retabla, uničena leta 1945 med vojno, je bila izdelana okrog leta 1390 kot samostojna in dvostranska, delo mojstra Berswordtovega retabla, slikarja, povezanega s francosko umetnostjo v 1380-ih, katerega delavnica je bila predvidoma v Kölnu. 
- Antwerpenski krilni oltar iz leta 1520
- Detajl: Leve plošče
- Detajl: Desne plošče
- Marija na Luninem krajcu

### Orgle
Orgle so leta 1967 zgradili v nizozemski delavnici Flentrop in leta 1998 opravili obsežno prenovo. Instrument ima 47 registrov na štirih ročnih manualih in pedalih. Zaustavitev in ključni ukrepi se upravljajo ročno. 